# Cheteoscelis orthogramma
Cheteoscelis orthogramma là một loài bướm đêm trong họ Geometridae.